# Velká Losenice
Velká Losenice (německy Groß Losenitz) je obec v okrese Žďár nad Sázavou, v kraji Vysočina. V obci žije přibližně 1 200 obyvatel a v rámci Svazu obcí pod Peperkem i Svazu obcí Přibyslavska patří mezi větší obce.

## Historie

### První zmínky
První písemná zmínka o obci pochází z roku 1352. Původní název snad zněl Lossnitz (v roce 1405) či Welika Losenicze (1547). Obec byla založena ve 12. století. Původní je české obyvatelstvo, ale zvláště za dob Přemyslovců sem byli přivedeni odborníci na těžení nerostných surovina, a to z německých oblastí jako Horní Sasko a Durynsko. Těžilo se zde hlavně stříbro, také železná ruda, a to na kopci Peperku. Z počátků vzniku osady, z doby kolem 12. století je zřejmě i kostel sv. Jakuba Staršího. Poté, co se vše „vytěžilo“, byli zdejší obyvatelé odkázáni na zemědělství. Až do konce 16. století byla Velká Losenice pod správou Polenské farnosti, posléze se po schválení knížete Ditrichsteina osamostatnila.

### Pojmenované okolí
Německé obyvatelstvo pak dalo okolí Velké Losenice názvy jako Robízeň (Rohe Wiese, hrubá louka); Nížkobold (Nischwald, les, ve kterém jsou hnízda ptáků a zvěře); Lenopuš (Lehnbusch, křovitý svah); Štánych (Steinig, kamenitý); Pyšlík (Büschlig, křovinatý, porostlý křovím); Kociperk (Katzenberg, Kočičí hora); Rozprureo (Rostbrunnen, rezavá studna, pramen); Dmerk (Merk, znamení). Německého původu jsou názvy polí ve Frenku, nebo Trenku (Frön, povinnost v rámci nevolnictví); Šípy (Schiffe, lodi); lesy v Tálkách (Teil, Teilchen, díl, díleček). V blízkém okolí jsou rybníky Rotajch (Rotteich, rudý rybník); rybničná oblast nazvaná Šiškotajch, muže mít svůj původ v době Žižkova tažení krajem, jako Žižkův rybník. Směrem k Malé Losenici se říkalo U hýblu (Hübel, kopec).

### Současnost
Obec Velká Losenice v roce 2011 obdržela ocenění v soutěži Vesnice Vysočiny, konkrétně získala ocenění modrý diplom, tj. diplom za vzorné vedení obecní knihovny.

## Přírodní poměry
Velká Losenice se dělí na dvě katastrální území (Velká Losenice a Pořežín). Většinu z katastrálního území 1490 ha zabírají lesy a zemědělská půda.
Obec leží na okraji CHKO Žďárské vrchy, nedaleko hranice historických zemí Čech a Moravy zvané Konec světa. Obcí protéká Losenický potok, který se po 15 km vlévá do řeky Sázavy. Nad vesnicí je starý statek s výhledem na obec a rozlehlým sadem Bambouch a také majestátný kopec Peperek se skalním útvarem Čertův kámen.
Do Losenice vedou silnice III. třídy; z nich silnice č. 35011 se po přibližně 1,5 km napojuje na silnici I/19. Jižní částí katastrálního území Velká Losenice prochází železniční trať Havlíčkův Brod – Brno a je zde železniční stanice, nazvaná po bližší sousední obci Sázava u Žďáru.

## Obyvatelstvo
| Rok            | 1869 | 1880 | 1890 | 1900 | 1910 | 1921 | 1930 | 1950 | 1961 | 1970 | 1980 | 1991 | 2001 | 2010 | 2014 |
| Počet obyvatel | 1143 | 1210 | 1177 | 1141 | 1197 | 1180 | 1145 | 987  | 1054 | 973  | 954  | 964  | 979  | 1156 | 1203 |

Struktura populace (2015):
- 1209, průměrný věk: 37 let
- Muži: 603 průměrný věk: 36 let
- Ženy: 606 průměrný věk: 38 let
- 15+ let: 951

## Školství
- Základní škola a Mateřská škola Velká Losenice

## Slavní rodáci a obyvatelé obce
- Antonín Kolárský (19. 7. 1794 – 15. 11. 1867). Studoval bohoslovectví, založil řadu veřejných knihoven; přispíval do Lidových novin, Přítele mládeže, Krasořečníka, Koledy, Moravských novin, Slovanu. Byl knězem, publicistou, knihovníkem.
- Josef Winkler (1865–1926), od roku 1904 byl zdejším knězem, velice vzdělaný člověk, přispíval do časopisu Žďárský obzor, Pohoří atd., sepsal rodopis K. H. Borovského. V rodinném domě žili od nepaměti až do roku 1820 předkové Karla Havlíčka Borovského.
- Jan Melichar (1810–1901), lékárník, vlastenec, autor řady vlasteneckých knih. Za studií se přátelil s Tylem, Máchou, Erbenem. Melichar zůstal ve Velké Losenici jen asi dva týdny a vyrůstal ve Skutči.

## Pamětihodnosti
- Bambouch
- Kostel sv. Jakuba Staršího a stará kostnice[6]
- Dům čp. 30
- Tvrz Durnštejn s mlýnem (hamrem)[7]
- smírčí kámen z dob švédských válek[8]

## Další fotografie

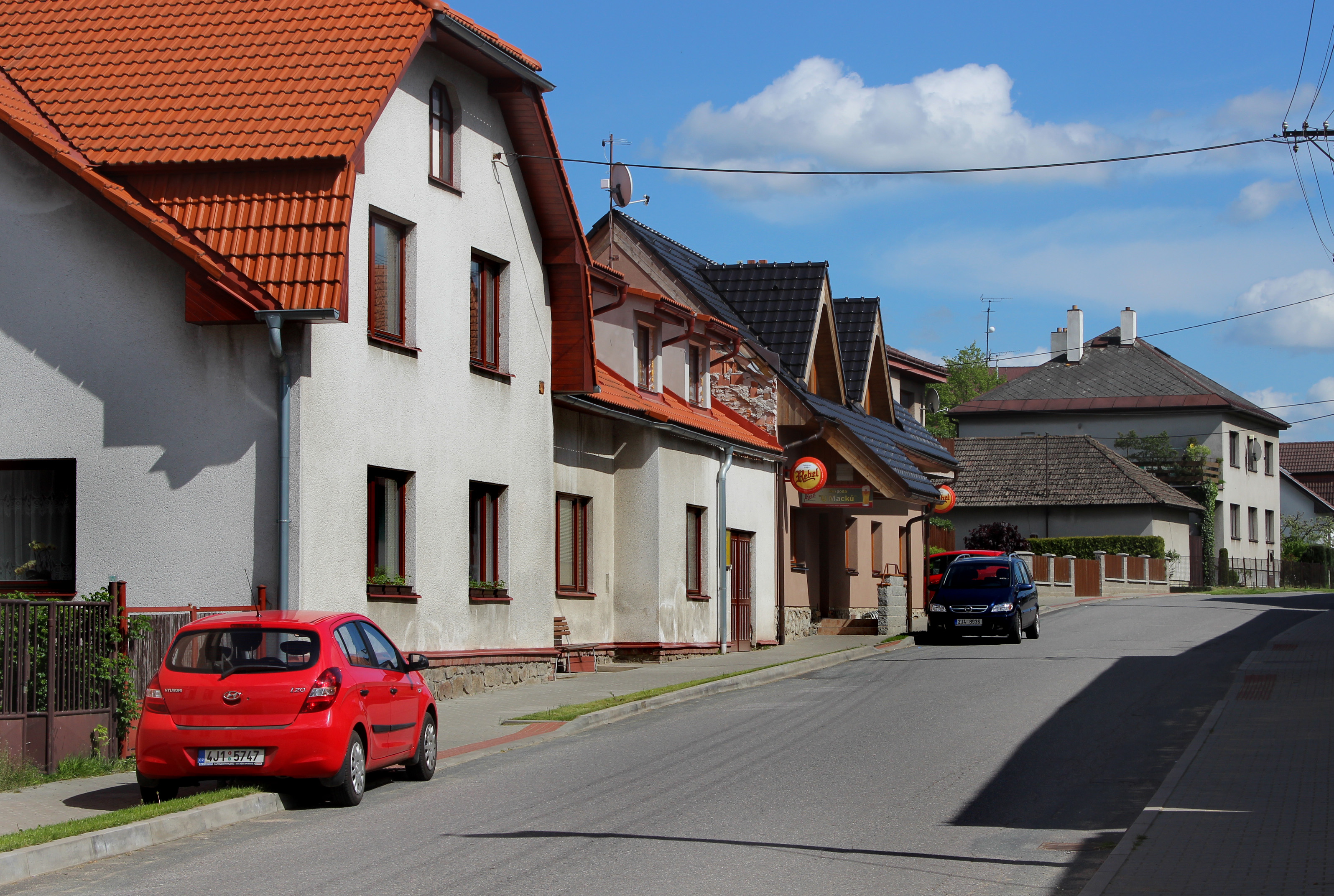
Hlavní silnice
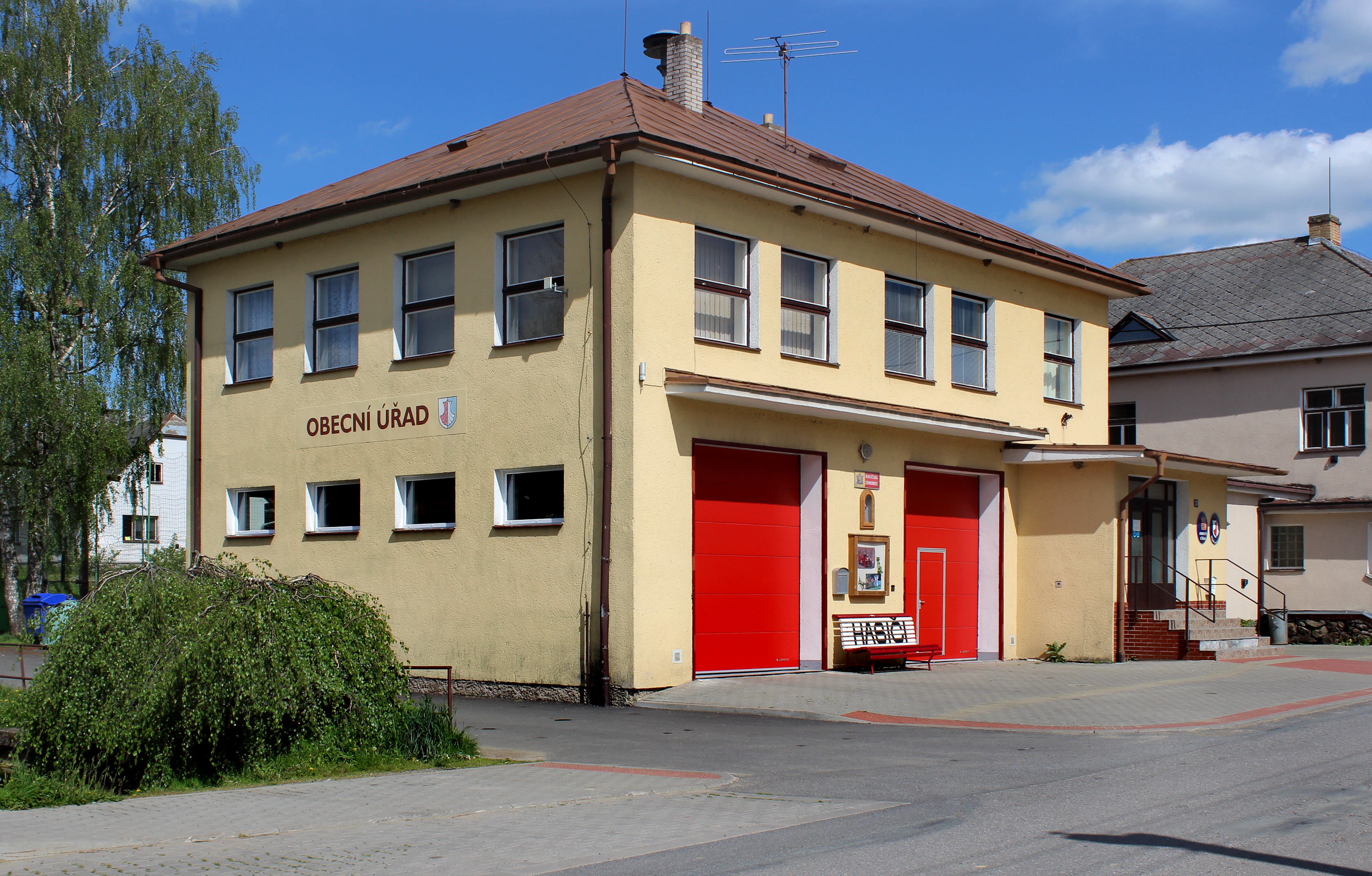
Obecní úřad
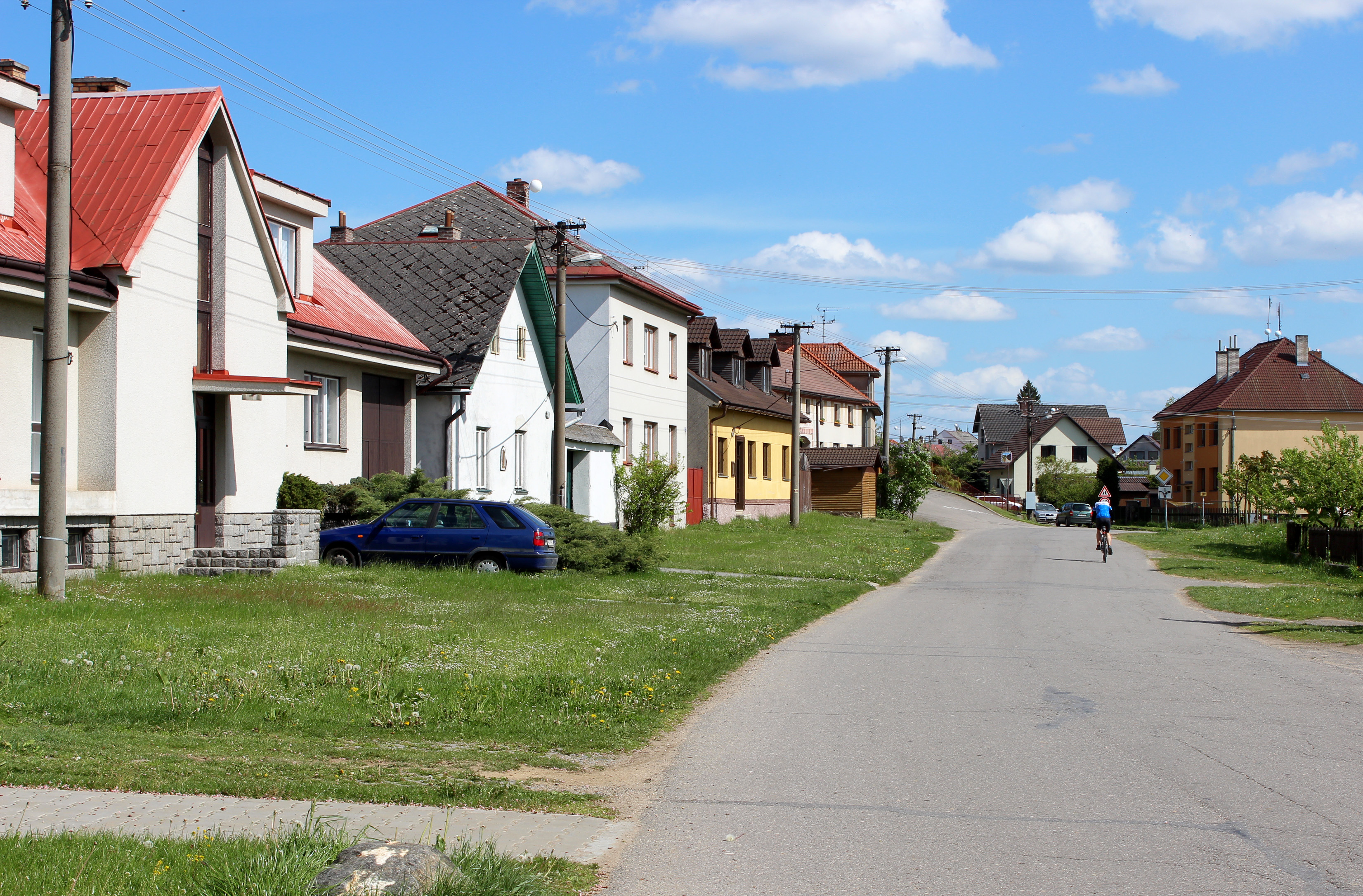
Horní náves